# Strong Enough (canción de Sheryl Crow)
«Strong Enough» —en español: «Suficientemente fuerte»— es una canción de Sheryl Crow de su álbum debut, Tuesday Night Music Club. La canción alcanzó el número cinco en los Estados Unidos de la lista Billboard Hot 100 durante tres semanas consecutivas, el número tres en Australia y el número uno en Canadá, convirtiéndose en su segundo primer lugar en las listas después de «All I Wanna Do». En Australia, la canción recibió una certificación de platino para envíos que superen las 70 000 copias.   
Crow interpretó la canción en su álbum en vivo Sheryl Crow and Friends: Live from Central Park junto con Dixie Chicks. La canción se incluyó más tarde en el álbum de grandes éxitos de Crow, The Very Best of Sheryl Crow.

## Fondo y composición
«Strong Enough» es una canción folk-pop acústica. En las presentaciones en vivo, Crow a menudo toca el acordeón, aunque este instrumento no apareció en la grabación original. La canción está escrita en la clave de Re mayor con un tempo moderadamente lento de 79 latidos por minuto en el inusual 6
4 compás. Sigue una progresión de acordes de D–G5–Bm♭6–A, y la voz de Crow van desde A3 a B4. Líricamente, la canción encuentra a la narradora en una relación frustrada, buscando consuelo de su pareja, a pesar de que sus compromisos pueden no ser tan verdaderos como los de ella.

## Recepción en la crítica
Alan Jones de Music Week describió a «Strong Enough» como «otro "All I Wanna Do" agradable, aunque menos comercial, canción - una pieza melodiosa y discreta de folk. No es un gran sencillo, pero dirigirá más atención a su álbum, Tuesday Night Music Club».

## Video musical
Martin Bell dirigió un sencillo video musical en blanco y negro. Presenta a Crow en una habitación en gran parte vacía, alternativamente cantando la canción en un micrófono y caminando ansiosamente por la habitación.

## Lista de canciones
Casete y 7" (Reino Unido)
1. "Strong Enough" – LP Version
2. "No One Said It Would Be Easy"

CD (Australia y Alemania)
1. "Strong Enough" – LP Version
2. "All I Wanna Do" – Live
3. "Reach Around Jerk" – Live
4. "Leaving Las Vegas" – Live

- Pista 2 grabada en vivo el 15 de abril de 1994 en el 328 Club en Nashville, TN.
- Pista 3 grabada en vivo en el Borderline, 9 de febrero de 1994.
- Pista 4 originalmente grabada para Virgin Radio U.K.

Casete (Estados Unidos)
1. "Strong Enough" – LP Version
2. "What I Can Do for You"

CD (Japón), Casete y CD (Australia y Europa)
1. "Strong Enough" – LP Version
2. "Leaving Las Vegas" – Live

- Pista 2 originalmente grabada para Virgin Radio U.K.

CD 1 (Reino Unido)
1. "Strong Enough"
2. "No One Said It Would Be Easy"
3. "All I Wanna Do" – Live

- Pista 3 grabada el 15 de abril de 1994 en el 328 Club en Nashville, TN.

CD 2 (Reino Unido)
1. "Strong Enough"
2. "All by Myself"
3. "Strong Enough" – Live
4. "Reach Around Jerk"

## Listas y certificaciones

### Listas semanales
| Lista (1995)                           | Posición más alta |
| -------------------------------------- | ----------------- |
| Australia (ARIA)                       | 3                 |
| Europe (Eurochart Hot 100)             | 78                |
| Alemania (Offizielle Deutsche Charts)  | 69                |
| Iceland (Íslenski Listinn Topp 40)     | 9                 |
| Netherlands (Dutch Top 40 Tipparade)   | 19                |
| Netherlands (Single Top 100 Tipparade) | 7                 |
| Nueva Zelanda (Recorded Music NZ)      | 42                |
| Escocia (Scottish Singles Sales Chart) | 27                |
| Reino Unido (UK Singles Chart)         | 33                |
| Estados Unidos (Billboard Hot 100)     | 5                 |
| Estados Unidos (Adult Contemporary)    | 11                |
| Estados Unidos (Adult Top 40)          | 34                |
| Estados Unidos (Alternative Airplay)   | 10                |
| Estados Unidos (Mainstream Top 40)     | 3                 |

### Listas de fin de año
| Lista (1995)                       | Posición más alta |
| ---------------------------------- | ----------------- |
| Australia (ARIA)                   | 26                |
| Canada Top Singles (RPM)           | 8                 |
| Canada Adult Contemporary (RPM)    | 31                |
| Iceland (Íslenski Listinn Topp 40) | 73                |
| US Billboard Hot 100               | 30                |
| US Adult Contemporary (Billboard)  | 40                |

## Covers e interpolaciones
Travis Tritt escribió y lanzó una canción de respuesta titulada «Strong Loough to Be Your Man» en 2002. La alumna de Canadian Idol Tara Oram hizo una versión de la pista de su segundo álbum de estudio, Revival, en 2011. Beyoncé versionó la canción durante su The Mrs. Carter Show World Tour.